# Kyūsaku Ogino

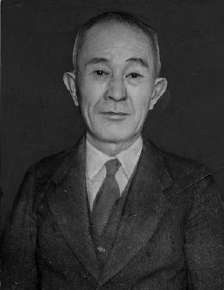
Kyūsaku Ogino (1924)

Kyūsaku Ogino (japanisch 荻野 久作, Ogino Kyūsaku; * 25. März 1882 in Toyohashi; † 1. Januar 1975 in Yorii) war ein japanischer Gynäkologe und Geburtshelfer.

## Leben
Er wurde 1882 auf einem Bauernhof in Toyohashi als Kyūsaku Nakamura (中村 久作) geboren und 1901 von Shinobu Ogino adoptiert, einem Gelehrten für klassische chinesische Literatur. Nach seinem Medizinstudium an der Kaiserlichen Universität Tokyo arbeitete er parallel als Arzt und Forscher an der Universitätsklinik, bis er an die Abteilung für Gynäkologie und Geburtshilfe im Takeyama-Krankenhaus in Niigata berufen wurde. Im Jahr 1924 veröffentlichte er in der Zeitschrift der Japanischen Gesellschaft für Gynäkologie eine Abhandlung mit dem Titel „Über den Ovulationszeitpunkt, den Zusammenhang zwischen Gelbkörper und zyklischen Veränderungen der Gebärmutterschleimhaut, über den Zyklus der zyklischen Veränderung der Gebärmutterschleimhaut und über den Konzeptionstermin“. Dieser Artikel wurde im Jahr darauf mit dem Forschungspreis derselben Gesellschaft ausgezeichnet. Mit seiner Arbeit „Forschungen über den menschlichen Gelbkörper“, in der er seine bisherigen Forschungsergebnisse zusammenfasste, wurde er an der Kaiserlichen Universität Tokio zum Doktor der Medizin promoviert. Im europäischen Raum stellte Ogino seine Rechenmethode auf dem 21. Kongress der Deutschen Gesellschaft für Gynäkologie und Geburtshilfe 1929 in Leipzig vor.
Im Zuge von medizinisch notwendigen Operationen in der Bauchhöhle und durch die eingehende Befragung seiner Patientinnen sammelte er große Datenmengen über den Zeitpunkt des Eisprunges, der Ausbildung des Gelbkörpers und die zyklischen Veränderungen der Gebärmutterschleimhaut. Daraus entwickelte Ogino eine Methode, die fruchtbare Phase im Menstruationszyklus auf Basis der Länge der vorhergehenden Zyklen der Frau abzuschätzen. Der Österreicher Hermann Knaus entwickelte etwas später und unabhängig von Ogino und ohne Kenntnis von dessen Forschung ein sehr ähnliches Verfahren für die Berechnung der empfängnisfähigen Tage im weiblichen Zyklus. Die Rechenmethode wurde als Knaus-Ogino-Rechenmethode bekannt und wird in beide Richtungen eingesetzt, also sowohl als Verhütungsmethode als auch zur Bestimmung des optimalen Tages zur Kinderzeugung.
Oginos Rechenmethode ist ebenso wie die leicht unterschiedliche von Hermann Knaus nach heutigen Maßstäben als Verhütungsmethode unzuverlässig, war aber zu seiner Zeit besser als die wenigen sonst zur Verfügung stehenden.
Oginos wesentliche Leistung war es, die bis dahin gebräuchliche Zählmethode nach Zykluswochen durch die wesentlich genauere Tagezählung zu ersetzen.
Ogino wurde 1961 mit dem Takeda-Medizinpreis und 1966 mit dem Asahi-Preis ausgezeichnet. Bereits zu seinen Lebzeiten, nämlich im Jahr 1951 wurde Ogino zum Ehrenbürger der Stadt Niigata ernannt; die nach ihm benannte Ogino-Straße existiert auch heute noch. Er starb 1975 im Alter von 92 Jahren in Yorii.

## Schriften (Auswahl)
- Kyusaku Ogino (Übersetzung Miyagawa Yonez): Conception Period of Women. Medical Arts Publishing Company, Harrisburg, Pa., 1934